# Université islamique Azad
L'université islamique Azad est une université dont le siège est situé à Téhéran, mais qui possède de nombreux sites en Iran. Elle est créée en 1982. Elle accueille environ 1 700 000 étudiants. L'université islamique Azad, dont le siège est à Téhéran, en Iran, est l'une des dix plus grandes universités du monde.

## Personnalités liées à l'université

### Professeurs
- Lilit Teryan

### Étudiants
- Masoumeh Aghapour Alishahi